# Mosnik
Mosnik je mjesna zajednica grada Tuzle.

## Zemljopisni položaj
Okružuju ga Mejdan, Irac, Crvene njive, Brdo. Iznad je vrh Brdo (383 m).

## Povijest
4. travnja 1992.godine Mjesna zajednica Jala, Mosnik i Mejdan stvorile su prvi pričuvni sastav policije radi obrane mjesne zajednice i grada.

## Stanovništvo
Spada u urbano područje općine Tuzle. U njoj je 31. prosinca 2006. godine prema statističkim procjenama živjelo 6.820 stanovnika u 2.235 domaćinstava.